# Чилібія (комуна)
Чилібія (рум. Cilibia) — комуна у повіті Бузеу в Румунії. До складу комуни входять такі села (дані про населення за 2002 рік):
- Гара-Чилібія (407 осіб)
- Минзу (271 особа)
- Мовіла-Оїй (466 осіб)
- Пошта (292 особи)
- Чилібія (504 особи)

Комуна розташована на відстані 103 км на північний схід від Бухареста, 21 км на південний схід від Бузеу, 85 км на південний захід від Галаца, 131 км на південний схід від Брашова.

## Населення
За даними перепису населення 2002 року у комуні проживали 1940 осіб.
Національний склад населення комуни:
| Національність | Кількість осіб | Відсоток |
| -------------- | -------------- | -------- |
| румуни         | 1779           | 91,7%    |
| цигани         | 159            | 8,2%     |
| угорці         | 1              | 0,1%     |
| серби          | 1              | 0,1%     |

Рідною мовою назвали:
| Мова      | Кількість осіб | Відсоток |
| --------- | -------------- | -------- |
| румунська | 1939           | 99,9%    |
| циганська | 1              | 0,1%     |

Склад населення комуни за віросповіданням:
| Релігія     | Кількість осіб | Відсоток |
| ----------- | -------------- | -------- |
| православні | 1939           | 99,9%    |
| адвентисти  | 1              | 0,1%     |